# Richard Hilton

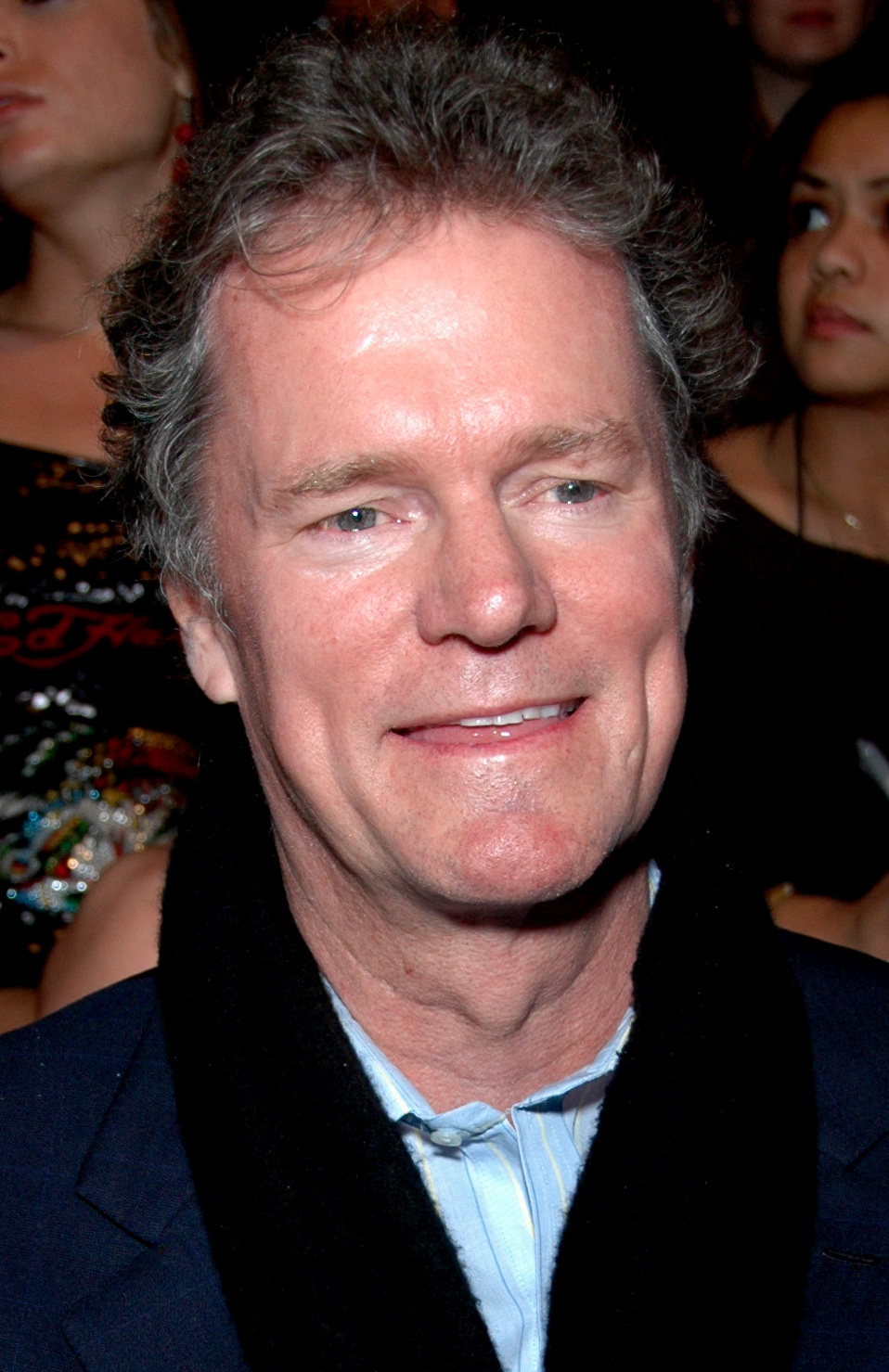
Richard Hilton (2008)

Richard Howard „Rick“ Hilton (* 17. August 1955 in Los Angeles, Kalifornien) ist ein US-amerikanischer Hotelerbe, Börsenmakler und Entwickler von Luxusartikeln.

## Leben
Hilton ist das sechste von acht Kindern von Barron Hilton (1927–2019), dem Sohn des Hotelgründers Conrad Hilton, und Marilyn Hawley (1928–2004). Er ist väterlicherseits deutscher und norwegischer, mütterlicherseits deutscher und britischer Abstammung. Seine Geschwister sind William Barron Hilton Jr. (* 1948), Hawley Anne Hilton (* 1949), Stephen Michael Hilton (* 1950), David Alan Hilton (* 1952), Sharon Constance Hilton (* 1953), Daniel Kevin Hilton (* 1962) sowie Ronald Jeffrey Hilton (* 1963). Das Erbe seines Vaters Barron Hilton wird derzeit auf etwa eine Milliarde US-Dollar geschätzt.
Richard Hilton heiratete Kathy Richards am 24. November 1979 und hat mit ihr vier Kinder: Paris (* 1981), Nicky (* 1983), Barron Nicholas (* 1989) und Conrad Hughes (* 1994).
Hilton ist Teilhaber der Immobilienfirma Hilton & Hyland.
Im Jahr 2005 zogen Richard, Kathy und ihre beiden jüngeren Söhne in ein Anwesen aus den 1930er Jahren in Bel Air (Kalifornien), welches sie für 10 Millionen Dollar gekauft hatten. Außerdem besitzt die Familie ein 6,3-Millionen-Dollar-Haus in den Hamptons auf Long Island.